# Уишка
Уишка (англ. Wishkah River) — река, расположенная в американском штате Вашингтон, является притоком реки Чехалис. Её длина составляет приблизительно 40 миль (64 км) в длину. Бассейном реки является сельская местность Грейс-Харбор, площадью примерно 102 квадратных миль (260 км²). Река Уишка протекает вдоль побережья Вашингтона к северу от Абердина. Она течёт в южном направлении через весь Грейс-Харбор и впадает в реку Чехалис уже в Абердине.
Своё название — «Уишка» — река получила от слова «уиш-каль», которое на языке индейцев племени чехалис означает «зловонная вода».

## В популярной культуре
Река Уишка оставила свой отпечаток и в современной популярной культуре. Песня «Something in the Way» из альбома рок группы Nirvana Nevermind рассказывает о переживаниях своего лидера вокалиста Курта Кобейна, который жил под мостом через реку Уишка после того, как его исключили из высшей школы, и выгнала из дома мать. Хотя, его биограф Чарльз Р. Кросс считает, что это в значительной степени миф, созданный самим Кобейном. После смерти Кобейна одну треть его кремированных останков развеяли над этой рекой.
Сборник «From the Muddy Banks of the Wishkah» является концертным альбомом группы. Он был выпущен через два года после смерти Кобейна 1 октября 1996 года и включал в себя концертные выступления, записанные в период с 1989 по 1994 год.